# Saxo-fridericia compressa
Saxo-fridericia compressa là một loài thực vật có hoa trong họ Rapateaceae. Loài này được Maguire miêu tả khoa học đầu tiên năm 1958.